# 海氏棘花鮨
海氏棘花鮨，又稱海氏棘花鱸、菊棘花鮨，為輻鰭魚綱鱸形目鱸亞目鮨科的其中一種，分布於台灣及夏威夷群島海域，棲息深度110-168公尺，體長可達6.2公分，棲息在礫石底質海域，為底棲性魚類，屬肉食性，生活習性不明。

## 擴展閱讀
維基物種上的相關：海氏棘花鮨